# Pseudoxenyllodes
Pseudoxenyllodes is een geslacht van springstaarten uit de familie van de Odontellidae.

## Soorten
- Pseudoxenyllodes macrocanthus